# Европейский керчак
Европейский керчак, или морской скорпион (лат. Myoxocephalus scorpius), — вид морских скорпенообразных рыб из семейства керчаковых. Один из крупнейших представителей семейства, который может достичь до 60 см в длину.

## Распространение
Распространён у юго-восточных берегов Гренландии, у берегов Исландии, Британских островов, у побережья Европы севернее от Балтийского залива, в Баренцевом, Карском и Балтийском морях, а также вдоль Мурманского побережья и в Белом море. Обитает на каменистом, песчаном и мутном дне, на глубине от 2 до 60 метров.

## Описание
Длина в среднем до 35—40 см, как исключение до 60 см, но обычно от 15 до 30 см. Как и у всех остальных представителей керчаковых у керчака европейского голова широкая и шипастая, и мощное и бесчешуйное тело. Пекторальные (грудные) плавники большие; тазовые плавники с длинными лучами. Спереди жаберных крышек имеются два заметных шипа: верхний длиннее, чем нижний, но меньше диаметра глаза. Снизу и сверху боковой линии на теле имеются несколько маленьких шипов. Окраска очень изменчива внутри вида, она может быть маскировочной. Рыбы обычно крапчатые с оранжевым, у самок, или красным, у самцов, низом.

### Схожие виды
Схожими видами являются бычок-буйвол и бычок Лилльеборга, от которых керчак европейский отличается отсутствием усиков с боковых краёв рта.

## Экология
Населяют моря и морские заливы, живут у берегов. Питаются различными беспозвоночными, но главным образом ракообразными, и мелкими рыбами.

## Размножение
Сезон размножения с декабря по март. Самка мечет оранжевую икру кучками в расщелины и среди подводной растительности у побережья или на прибрежном мелководье. Самец после метания икры более, чем одной самкой, остаётся охранять икру. Развитие икры занимает от 5 до 12 недель прежде чем из неё появятся мальки.

## Галерея

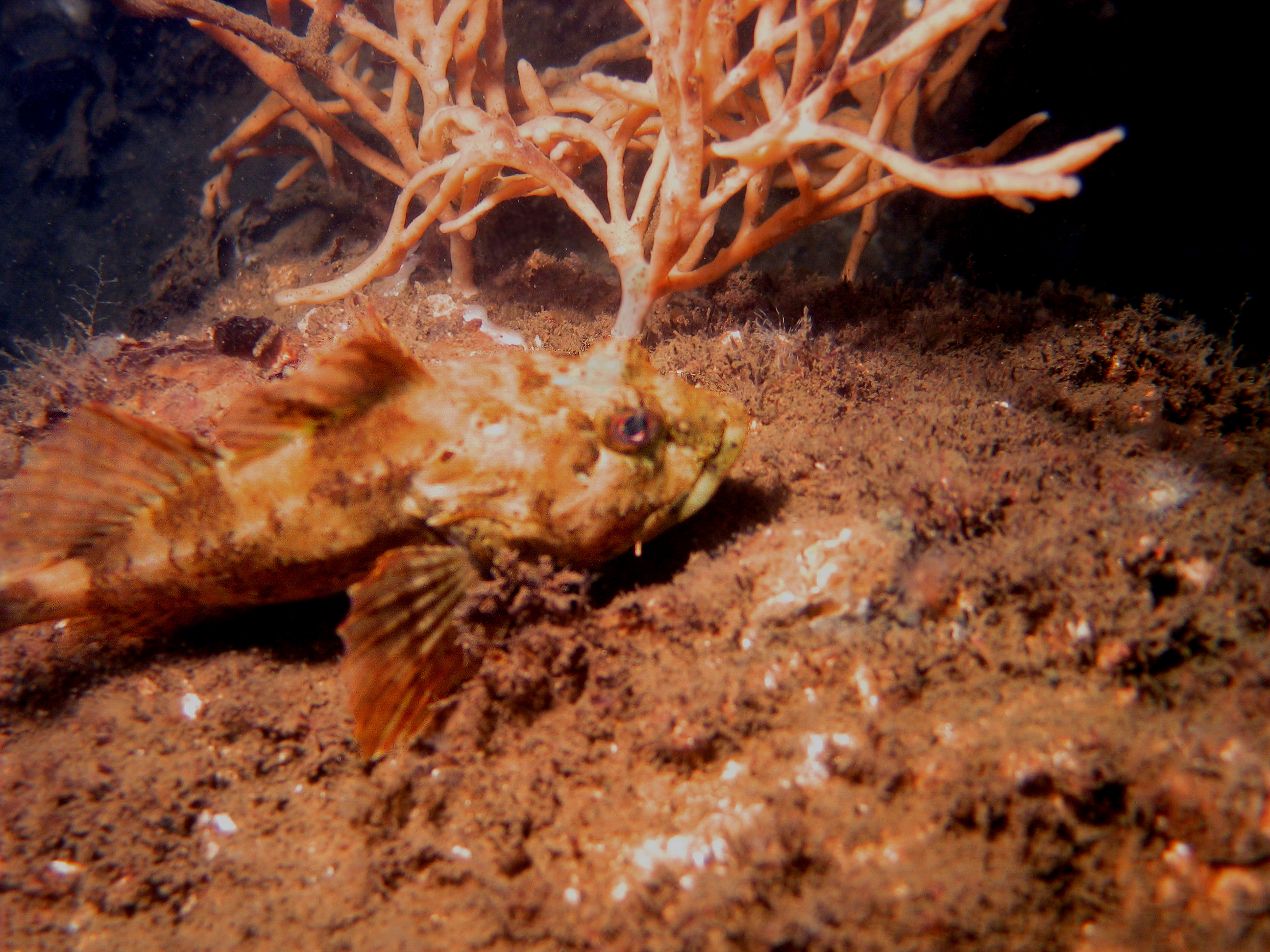
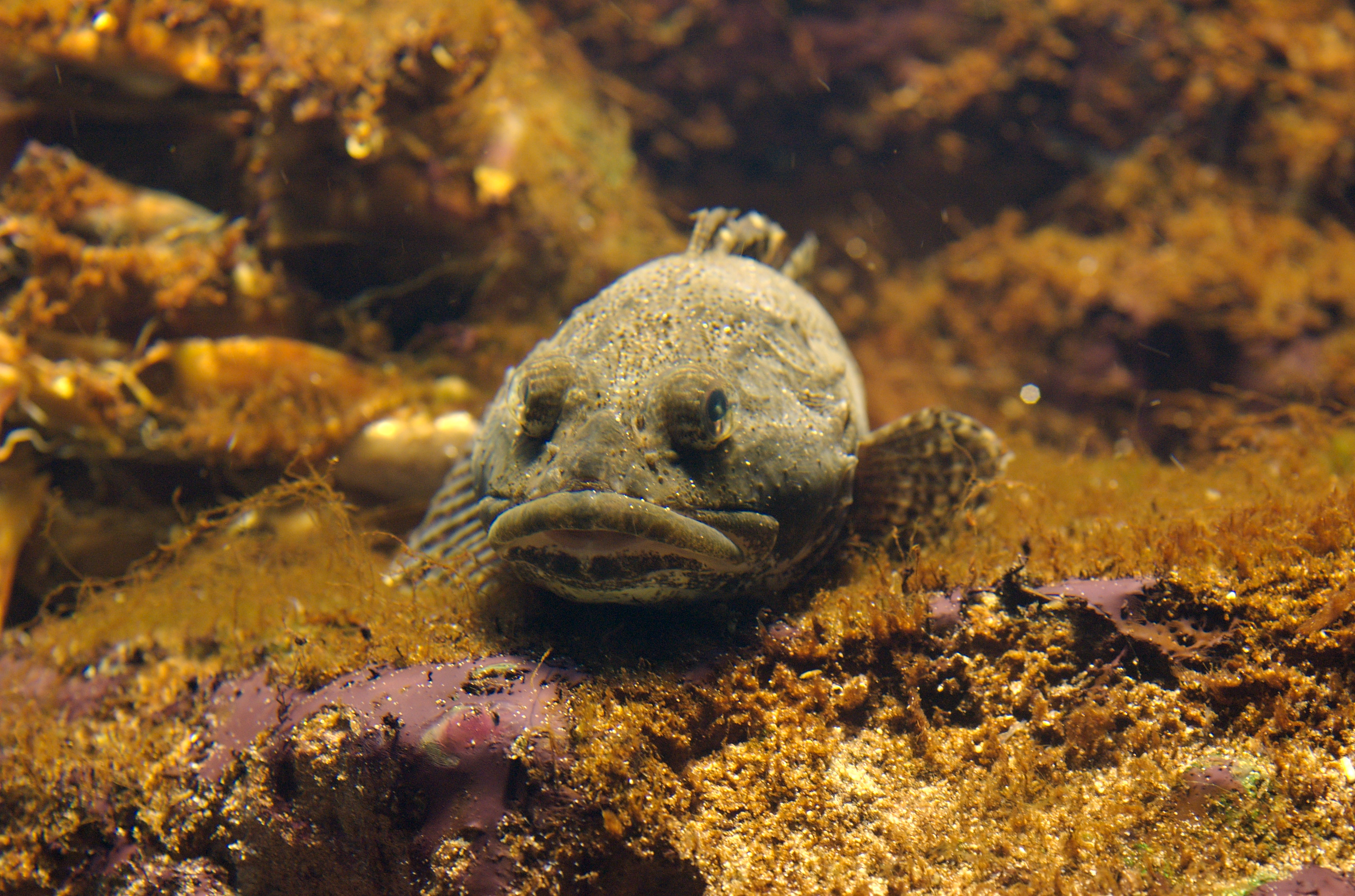